# 別列熱斯季
51°28′10″N 28°56′52″E / 51.46944°N 28.94778°E
別列熱斯季（烏克蘭語：Бережесть），是烏克蘭北部的村莊，隸屬日托米爾州的科羅斯滕區。該村面積3.4平方公里，海拔高度157米，2001年人口239，人口密度每平方公里70.29人。